# El día que dejó de nevar en Alaska
El día que dejó de nevar en Alaska es el octavo libro de Alice Kellen, la autora de New Adult, una de las más conocidas en el campo de la novela romántica juvenil. Aunque la autora había publicado otros siete libros con anterioridad, como la trilogía “volver a ti” con la que se dio a conocer, “El día que dejó de nevar en Alaska” fue la obra que inició su fenómeno editorial, llegando a contar con más de 150.000 ejemplares vendidos en español.

## trama
Una chica que huye de su pasado y de sí misma, un chico frío y distante.
El día que dejó de nevar en Alaska es un libro que nos habla del amor, las segundas oportunidades, las relaciones tóxicas y el destino. Este libro nos cuenta la historia de Heather, quien decide darle un giro completo a su vida y mudarse a la otra punta del mundo, a Alaska. La protagonista se marcha sin dar ni siquiera una explicación a sus padres sobre por qué o a dónde se va. 
Cuando Heather llega a este recóndito pueblo, Inovik Lake, para comenzar de cero recibe una particular bienvenida, es entonces cuando conoce a Caos, un perro con el que desarrollará un vínculo muy especial a lo largo de todo el libro.
Heather no conoce a nadie allí y necesita dinero, por lo que decide buscar empleo en el pueblo. Nuestra protagonista encuentra un bar y ahí es donde conocemos a Nilak, quien aparentemente no quiere tener nada que ver con la chica nueva. Pero Heather sabe ver a través de todas las capas tras las que se esconde este chico y sabe que a veces hay recuerdos que pesan demasiado; como los de sus propios errores. 
Durante su estancia en este pueblo Heather no solo conocerá más en profundidad a Nilak, sino que también desarrollará una peculiar amistad con su vecino, un hombre mayor que ayuda a la protagonista a asentarse en el pueblo. 

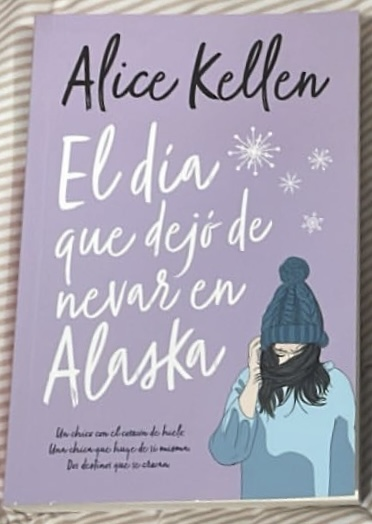
Edición de octubre 2022.

A medida que conocemos a Heather también van conociendo a otro personaje Annie y no es hasta el final de la novela que sabemos de quien se trata y qué relevancia tiene en la historia.

### Ambientación
Una de las cosas que más destaca del libro es la ambientación, la autora sabe describir los espacios de una manera extraordinaria, no solo en este, sino en todos sus libros. En este libro nos situamos, como bien dice el título, en Alaska, un lugar que a simple vista puede no llamar demasiado la atención del lector, pero Alice Kellen consigue con su descripción de los paisaje sumergirte en las costumbre, la gastronomía… consigue que sientas el frío, que veas las auroras boreales… además un punto importante también a destacar es la representación de la cultura inuit, que se ve representada principalmente en la Najaa, la “ babushka” (abuela) de Sialuk. Y en los nombres de muchos de los personajes.

### Redacción
La estructura del libro es peculiar puesto que contamos con una historia principal que es la de Heather, pero en mitad de esta también encontramos fragmentos de una chica llamada Annie, de la que no sabemos nada más que su historia de amor con Kayden, la cual describe en el diario. Esto rompe con la dinámica de un libro tradicional. Las partes del diario que se intercalan con la historia de Heather suponen desconcierto e intriga para los lectores, que hasta el final no descubren el significado de estas páginas.

### Temas
Algunos de los temas que trata este libro son: el amor, la amistad, la superación personal, los trastornos alimenticios o la muerte.

## Publicación
Publicado el 9 de octubre de 2017 por la editorial Titania, con 352 páginas.
El 28 de febrero de 2019 se reimprime con unas pequeñas modificaciones en la portada, pero no hay cambios demasiado significativos con respecto a la versión anterior.
El 4 de octubre de 2022 EDICIONES URANO publica una nueva edición con una portada diferente, esta nueva edición se reduce a 348 páginas.
Y por último está previsto que el 2 de enero de 2024 se publique una edición de tapa dura a cargo de URANO PUB Incorporated, que contará con 416 páginas.

## Personajes principales
- Heather/Siqiniq: presentada la mayor parte del tiempo como Heather, es la protagonista femenina del libro es conversadora, divertida y curiosa. Pero cuenta con un pasado trágico que provoca que muchas veces veamos en ella una fuerte fragilidad e inseguridad. Su nombre inuit es Siqinqi (sol).[5]
- Nilak/Kayden: Es el protagonista masculino. Se encarga junto a Seth del bar del pueblo. Un personaje como su nombre inuit dice (Nilak significa “trozo de hielo”) frío; distante, inteligente, protector y poco conversador. Pero pese a todo eso, será fundamental el la nueva vida de la protagonista. También se le conoce como Kayden, durante la historia de Annie.[5]
- John: Es el vecino de Heather, crea un vínculo muy fuerte con ella, le aconseja, le acompaña y pasa mucho tiempo con ella.

Es el padre de Annie.
- Annie: Es un personaje que aparentemente no forma parte de la historia principal, se trata de una chica que escribe un diario en el que leemos su historia de amor con Kayden, un chico que revoluciona su vida.[7]
- Caos: Es un perro de canicross con el que la protagonista crea un lazo especial desde el comienzo de la historia. Enseña a la protagonista lo que es la lealtad, la amistad, el trabajo duro y la superación constante, gracias a él el personaje Heather evoluciona.[8]
- Seth: Amigo y socio de Nilak en el bar. Es un personaje amable y simpático que desde el principio se muestra dispuesto a ayudar a Heather cuando, a pesar de las negativas de su compañero, la contrata como camarera, esto hará que terminen haciéndose amigos.
- Sialuk: Es la prometida de Seth y la nieta de Najaa, se convierte rápidamente en la mejor amiga de Heather.[9]
- Najaa: Es la abuela de Sialuk y la máxima representación de la cultura inuit en el libro, asigna a los personajes nombres propios de la cultura, con significados que concuerdan con la personalidad de cada uno.

## Críticas
Con valoraciones de 4.45 estrellas sobre 5 en páginas como goodreads y 4.9 estrellas sobre 5 en Google o 5 de 5 estrellas en La Casa del Libro, “El día que dejo de nevar en Alaska” se ha convertido en el libro favorito de muchos de los lectores de Alice Kellen. La mayoría de los lectores coinciden en que es un libro fácil de leer, puesto que la historia te “engancha” de principio a fin y no puedes soltar el libro. 
Destaca la descripción de los ambientes y los personajes, que hacen al lector sumergirse por completo en la historia.

## Repercusión
Este fue el libro que ayudó a consolidar la figura de Alice Kellen en el mundo de la literatura románica española, actualmente la autora es considerada toda una sensación en redes como TikTok, donde cuenta con más de 350 millones de visualizaciones.